# 이탈리아 왕국 의회
이탈리아 왕국 의회(이탈리아어: Parlamento del Regno d'Italia)는 이탈리아 왕국의 양원제 의회였다. 1861년에 사르데냐 왕국 의회를 대체하기 위해 설립되었으며 1946년 6월 18일에 현재의 이탈리아 의회로 대체될 때까지 지속되었다. 하원(대의원 회의 또는 1939년 이후에는 속간과 법인의 방)과 상원(왕국 상원)으로 구성되었다.

## 같이 보기
- 쥬세페 발디타라
- 쥬세페 만노
- 이탈리아 공화국 상원
- 알프스산아래 상원
- 대의회 (이탈리아 왕국)
- 속간
- 속간과 법인 의회